# Troglophiloscia laevis
Troglophiloscia laevis là một loài chân đều trong họ Philosciidae. Loài này được Schultz miêu tả khoa học năm 1977.